# Ordine del Nibbio d'oro
L'Ordine del Nibbio d'Oro (金鵄勲章?, kinshikunshō) fu un'onorificenza militare dell'Impero del Giappone, fondata dall'Imperatore Meiji per commemorare Jinmu, il primo imperatore del Giappone.

## Storia
L'Ordine del Nibbio d'Oro fu fondato l'11 febbraio 1890 (Meiji 23) in sette gradi. L'Ordine era l'unico ordine cavalleresco militare dell'Impero del Giappone, e come tale si distingueva dagli altri ordini perché il nastro veniva indossato dalla spalla destra al fianco sinistro e la stella di I classe veniva indossata a destra, mentre quella di II classe a sinistra (anche se furono poi invertite per uniformarsi agli altri ordini). Il primo a cui quest'Ordine fu conferito fu il capo di stato maggiore e generale dell'esercito principe Arisugawa Taruhito, nel 1895. L'Ordine del Nibbio d'Oro era considerato superiore all'Ordine del Sol Levante dello stesso grado, era quindi l'Ordine più importante dopo l'Ordine del Crisantemo. Dopo la sconfitta del Giappone del 1945 (Shōwa 20) nella guerra del pacifico e l'emanazione della nuova Costituzione nel 1946, l'Ordine fu abolito nel 1947.

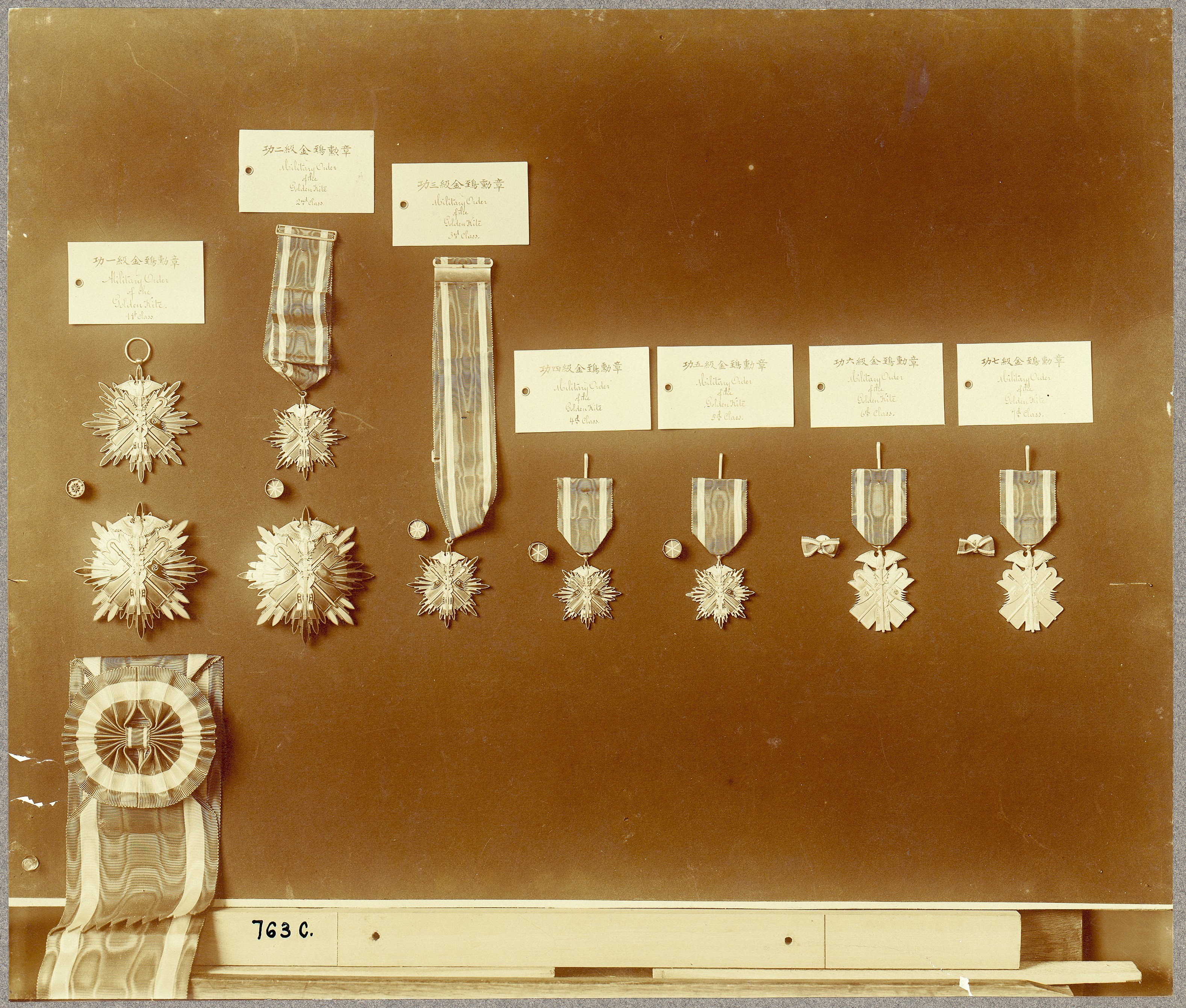
Insegne dell'Ordine del Nibbio d'Oro

## Classi
L'Ordine del Nibbio d'Oro disponeva fin dall'inizio di sette classi, ed era nato come onorificenza ordinaria più alta del Giappone (inferiore solo all'Ordine del Crisantemo), ma in seguito il Gran Cordone con Fiori di Paulonia dell'Ordine del Sol Levante fu elevato al di sopra dell'Ordine del Nibbio d'Oro.
Mentre per tutti gli altri ordini si potevano indossare solo le insegne della classe più alta posseduta, i membri dell'Ordine del Nibbio d'Oro potevano indossare le insegne di tutte le classi a cui appartenevano.

## Insegne
- La medaglia rappresentava un nibbio, messaggero del kami come descritto nel testo tradizionale giapponese Nihongi, il quale aiutò l'Imperatore Jinmu a sconfiggere i propri nemici in battaglia. Il nibbio dorato nella medaglia si trova posto sopra una stella smaltata di rosso con 32 braccia (assente per la VI e la VII classe). Sotto il nibbio si trovano due antichi scudi samurai incrociati smaltati di blu, assieme a due spade incrociate smaltate di giallo con impugnature in argento. Il retro non presenta decorazioni. La medaglia era smaltata dalla I alla V classe (con i raggi dai contorni dorati dalla I alla IV, argentati per la V)  mentre era in semplice argento per la VI e la VII classe (completamente dorata per la VI, con il solo nibbio dorato per la VII).
- La stella riprendeva le medesime decorazioni della medaglia, tranne per il fatto che i bracci della croce erano rossi e gialli, e veniva portata apposta sul petto a sinistra per la I classe e a destra la II classe (anche se, all'inizio, venivano portate al contrario).
- Il nastro era verde con una striscia più piccola per lato. Si consegnava nella forma di gran cordone da portare dalla spalla sinistra al fianco destro per la I classe, come nastro da collo per la II e la III, come medaglia con rosetta per la IV e come medaglia semplice per tutte le altre classi. La medaglia era da appendere sul petto a sinistra.

     Abolito nel 1947
     Insegna secondaria
| Insegne                                                           | Insegne                                                          | Insegne                                                       | Insegne                                                         |
| ----------------------------------------------------------------- | ---------------------------------------------------------------- | ------------------------------------------------------------- | --------------------------------------------------------------- |
| Cavaliere di VII Classe (功七級金鵄勲章?, kōnanakyū kinshikunshō) | Cavaliere di VI Classe (功六級金鵄勲章?, kōrokukyū kinshikunshō) | Cavaliere di V Classe (功五級金鵄勲章?, kōgokyū kinshikunshō) | Cavaliere di IV Classe (功四級金鵄勲章?, kōyonkyū kinshikunshō) |
| Cavaliere di III Classe (功三級金鵄勲章?, kōsankyū kinshikunshō)  | Cavaliere di II Classe (功二級金鵄勲章?, kōnikyū kinshikunshō)   | Cavaliere di I Classe (功一級金鵄勲章?, kōikkyū kinshikunshō) | Stella dell'Ordine (副章?, fukushō) (per I e II Classe)         |

## Criteri di assegnazione
L'Ordine del Nibbio d'Oro venne concesso esclusivamente come onorificenza militare, per coraggio o capacità di comando in battaglia.
L'Ordine era composto di sette classi. I soldati semplici potevano essere insigniti della VII, VI e V classe, i sottufficiali dalla VI alla IV classe, gli ufficiali inferiori dalla V alla III classe, gli ufficiali superiori dalla IV alla II classe e i generali dalla III alla I classe.
Durante tutta la sua storia sono state conferite 1 067 942 medaglie dell'Ordine, molte delle quali di VI e VII classe. Nella I classe si contano unicamente 41 decorazioni e 201 nella II.
La concessione delle onorificenze è stata così ripartita:
- Prima guerra sino-giapponese: circa 2 000
- Guerra Russo-Giapponese: circa 109 000
- Prima guerra mondiale: circa 3 000
- Incidente di Mukden: circa 9 000
- Seconda guerra sino-giapponese: circa 190 000
- Guerra del Pacifico: circa 630 000

Gli insigniti dell'onorificenza ricevevano annualmente un vitalizio, fissato nel 1916 e rimasto successivamente immutato, che aveva valore a vita ed era concesso sino ad un anno dopo la morte dell'insignito alla famiglia. Se l'insignito moriva prima che fossero trascorsi cinque anni dalla sua decorazione, la famiglia continuava ad ogni modo a percepire lo stipendio sino allo scadere dei cinque anni minimi:
- 1ª classe: 3 500 yen
- 2ª classe: 1 000 yen
- 3ª classe: 700 yen
- 4ª classe: 500 yen
- 5ª classe: 450 yen
- 6ª classe: 250 yen
- 7ª classe: 120 yen

L'Ordine poteva essere concesso "ad personam" oppure per corpi d'esercito nel caso di particolari distinzioni di gruppo.
Come gli altri ordini giapponesi, l'Ordine del Nibbio d'Oro poteva essere conferito postumo.

## Insigniti notabili

### I Classe

#### Esercito Imperiale Giapponese
- Oku Yasukata (1847–1930).
- Ōyama Iwao (1842–1916).
- Kawamura Kageaki (1850–1926).
- Kuroki Tamemoto (1844–1923).
- Kodama Gentarō (1852–1906).
- Terauchi Masatake (1852–1919).
- Nogi Maresuke (1849–1912).
- Nozu Michitsura (1840–1908).
- Hasegawa Yoshimichi (1850–1924).
- Yamagata Aritomo (1838–1922).
- Yasuji Okamura (1884–1966).
- Shigeru Honjō (1876–1945).
- Nobuyoshi Muto (1868–1933).
- Hisaichi Terauchi (1879–1946).
- Shunroku Hata (1879–1962).
- Iwane Matsui (1878–1948).
- Hajime Sugiyama (1880–1945).
- Toshizō Nishio (1881–1960).
- Tomoyuki Yamashita (1885–1946).

#### Marina Imperiale Giapponese
- Masafumi Arima (1895–1944).
- Ijūin Goro (1852–1921)
- Itō Sukeyuki (1843–1914)
- Kantarō Suzuki (1868–1948)
- Kamimura Hikonojō (1849–1916).
- Kataoka Shichirō (1854–1920).
- Mineichi Kōga (1885–1944).
- Chūichi Nagumo (1887–1944).
- Koshirō Oikawa (1883–1958).
- Tōgō Heihachirō (1848–1934).
- Tamon Yamaguchi (1892–1942)
- Yamamoto Gon'nohyōe (1852–1933).
- Isoroku Yamamoto (1884–1943).
- Mitsumasa Yonai (1880–1948)

#### Personalità estere
- Umberto Nobile   (Italia) (1885-1978)[1]

### II Classe

#### Esercito Imperiale Giapponese
- Umezawa Michiharu (1853–1924).
- Hayao Tada (1882–1948)
- Sadao Araki (1877–1966).
- Jun Ushiroku (1884–1973).

#### Marina Imperiale Giapponese
- Takeo Takagi (1892–1944)

### III Classe

#### Esercito Imperiale Giapponese
- Kazushige Ugaki (1868–1956)

#### Marina Imperiale Giapponese
- Kantaro Suzuki (1868–1948)

### IV Classe

#### Esercito Imperiale Giapponese
- Kunio Nakagawa (1898-1944)

### V Classe

#### Esercito Imperiale Giapponese
- Masanobu Tsuji (1902–1961).